# Lamphun

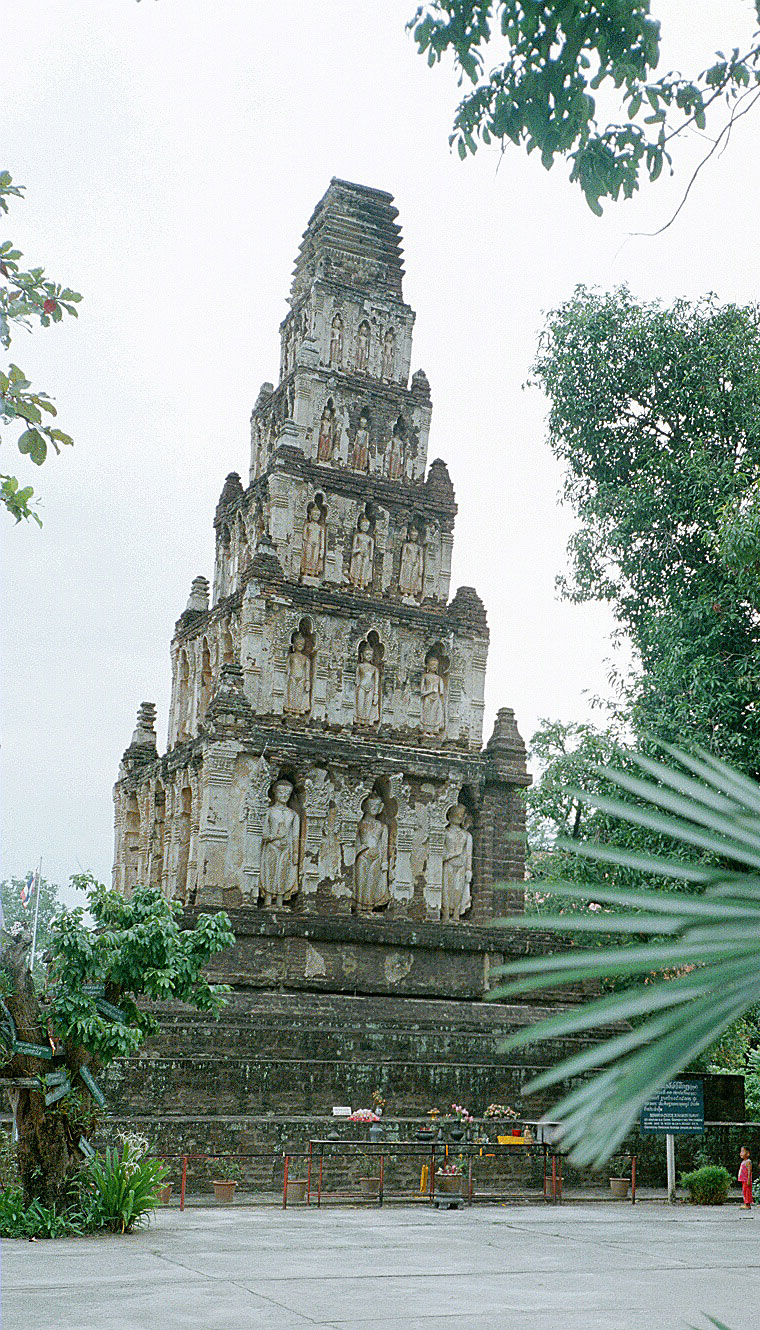
Kwadratowa czedi w Lamphun

Lamphun (taj. ลำพูน) – miasto w północnej Tajlandii, stolica prowincji o tej samej nazwie. Położone jest 26 km na południe od Chiang Mai.

## Historia
W latach 750–1281 miasto było stolicą mońskiego królestwa Hariphunchai.

## Zabytki
- Wat Phra That Luang Hariphunchai
- Wat Chama Thewi
- Muzeum Narodowe Lamphun